# Droits LGBT à Malte
Les droits LGBT à Malte font l'objet d'une forte reconnaissance récente après avoir été longuement interdits.

## Histoire
En tant que colonie de l'Empire britannique, Malte a adopté le Code pénal de Grande-Bretagne qui criminalisait les relations entre personnes de même sexe. Il y a différents exemples de personnalités qui ont été arrêtés pour ce motif, notamment Guglielmo Rapinett, né en 1843, magistrat et ancien professeur de droit à l'Université de Malte. En 1884 il a été arrêté pour avoir tenté de séduire un soldat britannique à La Valette, accusé d'attentat à la pudeur, d'acte immoral. Il a été reconnu coupable de son acte et suspendu de l'exercice de la magistrature. Cependant, cela a suscité un vif émoi populaire; tous les membres du Conseil législatif de Malte, l'évêque de Malte et plus de 3000 citoyens ont adressé une pétition pour sa libération.
Il faudra attendre 1973 pour que le gouvernement travailliste se décide à changer la loi maltaise et supprimer la criminalisation des relations homosexuelles.
Le Mouvement des droits gays de Malte (anglais: Malta Gay Rights Movement) est le premier mouvement de défense des droits LGBT créé à Malte, en 2001.
En février 2008, ce mouvement a organisé et présenté une pétition à la chambre des députés, présentant un certain nombre de mesures visant à protéger par la loi les personnes LGBT. Signée par plus de 1000 personnes, celle pétition demandait la reconnaissance juridique des couples de même sexe, une stratégie de lutte contre l'homophobie dans les écoles du pays et des lois visant à condamner plus sévèrement les crimes homophobes et transphobes. Celle-ci a reçu le soutien du parti écologiste Alternative démocratique.
En octobre 2009, le Président de la République de Malte George Abela est le premier chef d'État à rencontrer des membres d'ILGA-Europe à l'occasion d'une rencontre annuelle de cette association internationale. À cette occasion, il a convenu que la lutte contre les discriminations et l'acceptation des différences au sein de la République de Malte étaient importantes. Il a déclaré "l'amour est la chose la plus importante qu'il soit, il ne peut pas être classé en fonction de l'orientation sexuelle".

## Dépénalisation de l'homosexualité
L'homosexualité est devenue officiellement légale à Malte le 29 janvier 1973. La majorité sexuelle est la même pour tous : 18 ans.

## Union des couples de même sexe

### Union civile
Le 28 mars 2010, le Premier ministre de Malte Lawrence Gonzi a annoncé que son gouvernement travaillait sur un projet de loi pour légiférer sur la cohabitation, ce qui inclurait alors des droits pour les couples de même sexe.
À la suite d'une promesse de campagne lors des élections générales maltaises de 2013, le ministre du Dialogue social, de la Consommation et des Libertés Civiles du nouveau gouvernement travailliste a annoncé que le gouvernement entrerait en consultations pour un projet de loi accordant des unions civiles aux couples de même sexe. Ce projet de loi est présenté au Parlement le 30 septembre 2013.
Débattu en octobre 2013 et approuvé en 3e lecture à la chambre des députés sans opposition le 14 avril 2014, la loi est promulguée par la Présidente de la République de Malte Marie-Louise Coleiro Preca le 16 avril 2014, prenant dès lors effet.
L'union civile offre absolument tous les mêmes droits que le mariage. Seul le nom change. Au 16 avril 2015, 30 union civiles ont été célébrées sur l'île de Malte et deux sur celle de Gozo; 7 unions civiles célébrées à l'Étranger et 7 mariages ont également été reconnus.

### Mariage homosexuel
Le 3 mars 2016, deux ans après l'adoption de l'Union civile, le Premier ministre de Malte, Joseph Muscat, annonce être favorable au mariage homosexuel et que le temps est venu du débat dans le pays, suivant l'évolution du processus d'égalité.
Le 12 juillet 2017 Malte légalise le mariage homosexuel

## Adoption homoparentale
Depuis la loi ouvrant l'union civile aux couples de même sexe, l'adoption homoparentale est autorisée complètement depuis avril 2014, sans restrictions, comme elle l'est pour les couples hétérosexuels.

## Protection contre les discriminations
En 2004, Malte adopte l'interdiction des discriminations contre les personnes LGBT dans le cadre de l'embauche au travail, comme l'exigeait l'Union européenne. Ces protections contre les discriminations ont été élargies en juin 2012.
En juin 2012, le Parlement a amendé le Code Criminel pour interdire les crimes de haine fondés sur l'identité de genre et sur l'orientation sexuelle de la personne.
Le 14 avril 2014, la chambre des députés approuve à l'unanimité un projet de loi modifiant la Constitution de Malte, y ajoutant la protection contre les discriminations sur la base de l'orientation sexuelle et l'identité de genre. Promulguée le 17 avril 2014 par le Président de Malte, elle fait de Malte le pays qui a la Constitution la plus progressiste au monde concernant les droits LGBT.

## Droit d'asile
Malte a accordé pour la première fois de son histoire le droit d'asile en vue de protéger une personne LGBT sur son territoire en novembre 2013. Il s'agit d'un jeune homme de 18 ans originaire du Nigeria, persécuté en raison de son homosexualité.
En janvier 2015, Malte accorde son premier droit d'asile pour une personne transgenre.

## Autodétermination de l'identité de genre
Le 1er avril 2015, le Parlement maltais adoptait un projet de loi Gender Identity, Gender Expression and Sex Characteristics Act visant à protéger les droits des personnes transgenres, intersexes, et permet le droit à l'autodétermination de son identité. C'est la loi la plus progressiste au monde sur l'identité de genre, créant même officiellement un genre X. Sur simple déclaration devant notaire, chaque maltais ou maltaise pourra choisir son genre, masculin, féminin ou X, sans même nécessiter une opération préalable de réassignation sexuelle, une évaluation psychologique ou une thérapie hormonale avant que les documents officiels, carte d’identité, passeport, etc. puissent refléter l’identité de genre d’une personne. Le changement de genre est autorisé dans un couple sans obligation préalable de divorce. La loi a été adoptée à l'unanimité des députés présents de la majorité comme de l'opposition même si des fauteuils étaient libres du côté des nationalistes. La loi sera présentée prochainement à la signature de la Présidente.

## Tableau récapitulatif
| Rapports homosexuels légaux                                                                               | (depuis 1973)                             |
| Égalité de l'âge du consentement                                                                          | (depuis 1973)                             |
| Loi contre les discriminations à l'embauche                                                               | (depuis 2004)                             |
| Loi contre les discriminations pour la fourniture de biens et services                                    | (depuis 2012)                             |
| Loi contre les discriminations dans tous les domaines (incl. discrimination indirecte, discours de haine) | (depuis 2012)                             |
| Mariage homosexuel                                                                                        | (depuis 2017)                             |
| Reconnaissance légale des couples de même sexe                                                            | (depuis 2014)                             |
| Adoption du beau-fils pour un couple de même sexe                                                         | (depuis 2014)                             |
| Adoption conjointe pour les couples de même sexe                                                          | (depuis 2014)                             |
| Gays et lesbiennes autorisés à servir ouvertement dans l'Armée                                            | (depuis 2002)                             |
| Droit au choix légal de genre                                                                             | (depuis 2015)                             |
| Accès à la PMA pour les lesbiennes                                                                        | depuis 2018)                              |
| Droit à la gestation pour autrui des couples homosexuels                                                  | Non                                       |
| HSH autorisés au don de sang                                                                              | (depuis 2019), avec 12 mois d'abstinence. |